# ルーベン・ウォルコウスキー
ルーベン・ウォルコウスキー（Ruben Wolkowyski）ことルーベン・オスカー・ウォルコウスキー（Rubén Oscar Wolkowyski、1973年9月30日 - ）は、アルゼンチンの元バスケットボール選手。愛称は「コロラド」。チャコ州カステリ出身。ポジションはPF/C。アルゼンチン初のNBAプレイヤー。現在はポーランドとの二重国籍。

## 来歴
1993年、キルメス・マル・デル・プラタでプロデビュー。
1997年にはボカ・ジュニアーズ、1999年にはエストゥディアンテス・オラバリアへ移籍。

### NBA・ヨーロッパ
2000年、NBAのシアトル・スーパーソニックスにドラフト外で入団。アルゼンチン初のNBAプレイヤーとして歴史を刻んだ。
1シーズンプレーした後、古巣キルメス・マル・デル・プラタに復帰。シーズン途中でロシアの強豪PBC CSKAモスクワに移籍。
2002年、ポーランド国籍を取得し、ボストン・セルティックスでNBA復帰。しかしシーズン途中で解雇され、タウ・ビトリアに入団。
2003年、オリンピアコスへ移籍。
2004年、ロシアのヒムキBCに移籍。2006年にはユーロカップ準優勝に貢献した。
2007年、祖国ポーランドのソポトを経て、シーズン途中にスカファリへ移籍。

### アルゼンチン代表
アルゼンチン代表としてアトランタ・アテネの五輪2大会に出場。アテネではベテランながら金メダルに貢献した。
また、1998・2002・2006年の世界選手権に3大会連続で出場。2002年には銀メダルを獲得した。